# Dia Frampton
Dia Frampton (Draper, 2 ottobre 1987) è una cantautrice statunitense.

## Biografia
Dia Frampton ha avviato la sua carriera musicale insieme alla sorella Meg: come parte del duo Meg & Dia, ha trovato modesto successo nella scena del pop rock degli anni 2000. A seguito dell'abbandono delle ragazze da parte della Warner Bros., Dia ha partecipato alla prima edizione di The Voice, nella quale ha preso parte al team Blake e si è classificata seconda. Dopo la finale del programma, il singolo Inventing Shadows ha esordito alla 20ª posizione della Billboard Hot 100, vendendo 137 000 copie digitali durante quella settimana. Oltre a Inventing Shadows, ha ottenuto altri tre ingressi nella Hot 100 e nella Billboard Canadian Hot 100 con canzoni legate al programma.
A dicembre 2011 ha pubblicato il suo album di debutto Red, che si è fermato alla numero 106 della Billboard 200. Tra il 2012 e il 2013 si sono tenuti i primi tour della cantante da solista, che ha anche aperto concetto per Blake Shelton e i The Fray. Nel 2017 è uscito il secondo disco Bruises e due anni più tardi ha ripreso l'attività musicale da duo con la sorella Meg.

## Discografia

### Album in studio
- 2011 – Red
- 2017 – Bruises

### EP
- 2017 – Bruised Raw
- 2017 – Yule Tunes

### Singoli
- 2011 – Heartless
- 2011 – Losing My Religion
- 2011 – Inventing Shadows
- 2011 – I Won't Back Down (con Blake Shelton)
- 2011 – The Broken Ones
- 2016 – Golden Years
- 2017 – Crave
- 2017 – Dead Man
- 2020 – 1000 Faces (con Jason Ross)